# Großsteingräber bei Barsikow
Die Großsteingräber bei Barsikow waren mehrere vermutlich megalithische Grabanlagen unbekannter Zahl aus der Jungsteinzeit bei Barsikow, einem Ortsteil von Wusterhausen/Dosse im Landkreis Ostprignitz-Ruppin (Brandenburg). Sie wurden in den 1820er und 1840er Jahren beim Straßenbau zerstört.

## Lage
Nach Leopold von Ledebur wurde 1828/29 nordöstlich von Barsikow, auf einer sandigen Erhebung südlich der Rohrlake ein Grab beseitigt. 1843 geschah dies etwas weiter westlich mit weiteren Gräbern.

## Beschreibung
Die Anlagen werden durch von Ledebur lediglich als zusammenhängende Steinlager aus flachen Steinplatten beschrieben. Hans-Jürgen Beier sieht dies als Hinweis auf Megalithgräber an. Als die Gräber zerstört wurden, um Baumaterial für den Straßenbau zu gewinnen, wurden darin menschliche Knochen sowie Keramikgefäße gefunden, bei denen es sich zum Teil um Töpfe, zum Teil um flache Schüsseln handelte. Eine kulturelle Zuordnung ist anhand dieser Angaben nicht möglich.